# バガンダ・ドッグ
バガンダ・ドッグ（英: Baganda Dog）とは、ウガンダ原産の狩猟用犬種である。土着の大型哺乳類をパックで狩るのに使われていた。

## 歴史
元から土着していたアフリカニスタイプの犬にサイトハウンドタイプの犬やマスティフタイプの犬がかけ合わされて作出された。紀元前から存在していたと見られる古い犬種で、ガゼル、バッファロー、カバ、ゾウの狩りに使われていた。ちなみにガゼルとバッファローは食用として、ゾウは食肉と象牙を取るためと村を襲われないようにするため、カバは人を襲わないようにするためと皮で丈夫な鞭を作るために狩っていた。現在は政治が不安定なため希少化が進んでいるが、一部地域では皮や肉などの利用目的ではなく、人命を守る自己防衛のために飼育している。

## 特徴
見た目はややローデシアン・リッジバックに似るが、リッジバックではない。筋骨隆々の体つきだがサイトハウンドのように脚が長くて走るのも早い。力強く、アゴはバッファローの骨も易々と噛み砕くほど丈夫だといわれている。スムースコートで毛色はレットなどの単色で、マズルは黒い。垂れ耳・サーベル形の垂れ尾で大型犬サイズ、性格は忠実だが防衛本能が強い。